# Otto Schlüter (Waffenhändler)
Otto Wilhelm Richard Schlüter (geboren 11. März 1920 in Rostock) ist ein Hamburger Geschäftsmann und Waffenhändler. In den 1950er Jahren handelte er mit Waffen im Nahen Osten, Nordafrika und hatte Geschäftsverbindungen zur algerischen Unabhängigkeitsbewegung FLN. Schlüter wurde Ziel von zwei Sprengstoffanschlägen.

## Leben
Otto Schlüters Familie hatte eine generationsübergreifende Büchsenmacher-Tradition. Er besuchte das Gymnasium in Rostock und erlernte anschließend das Familienhandwerk in den thüringischen Waffenfabriken von Suhl und Zella-Mehlis.
1939 wurde er Soldat und wurde an der Ostfront zweimal verwundet. Als Kriegsversehrter wurde Schlüter 1943 aus dem Militärdienst entlassen.
Schlüter kam im Jahre 1948 aus dem ostzonalen Rostock in den Kreis Herzogtum Lauenburg in der Westzone. In Mölln pachtete er auf dem Gelände einer ehemaligen Munitionsfabrik eine Halle und eröffnete die Firma „Hubertus-Metallwerke“. In dieser Fabrik produzierten 30 Mitarbeiter Handfesseln, Armbrüste und Luftgewehre, bis Schlüter 1954 gezwungen war Insolvenz anzumelden. Er musste sich gerichtlich wegen Betrugs und betrügerischen Bankrotts verantworten. Bald darauf eröffnete Schlüter in der Hamburger Osterbekstraße 43–45 die „Otto Schlüter GmbH“. Er betätigte sich als geschäftlich erfolgreicher Waffenhändler. Sein Jahresumsatz überstieg Mitte der 1950er Jahre die Millionengrenze beträchtlich (DM). Zu seinem Erfolg trug bei, dass er sich mittels Exklusivverträgen die Handelsvertretung der Österreichischen Jagdpatronenfabrik und der spanischen Pistolenwerke Astra unceta y compania A.S gesichert hatte.
Er exportierte Maschinengewehre, Maschinenpistolen, Karabiner und Patronen in großer Anzahl über Mittelsmänner in der Schweiz, Marokko, Tunesien und Libyen an algerischen Rebellen. Allerdings konnte er keine westdeutschen Exportgenehmigungen für Kriegswaffen vorweisen.
Schlüters Geschäfte mit den algerischen Rebellen standen den Interessen französischen Behörden und französischen Nationalisten im Weg. Er wurde daraufhin eingeschüchtert, so hatte er per Post ein Paket von einem unbekannten Absender erhalten. Das Paket enthielt einen Miniatursarg, in dem eine Nachbildung eines menschlichen Skeletts lag.
Am 28. September 1956 explodierte in den Geschäftsräumen seiner Hamburger Firma eine 5-kg-Bombe. Der Sprengsatz war mit einem Langzeit-Säurezünder ausgestattet. Die Mutter von Otto Schlüter und vier weitere Personen wurden bei der Explosion zum Teil schwer verletzt. Schlüters Geschäftspartner Wilhelm Lorenzen, damals 62 Jahre alt, starb an den Folgen seiner schweren Verletzungen.
Ein zweites Attentat am 3. Juni 1957 auf Schlüter überlebte dieser ebenfalls weitgehend unverletzt. Eine Haftladung war mittels Magnet unter Schlüters Mercedes 220 angebracht worden und explodierte, als er den Wagen anfuhr. Die Bombe war allerdings unter dem rechten Vordersitz und nicht etwa unter Schlüters Fahrersitz angebracht worden. Der Sprengsatz war mit neun Millimeter dicken Chromstahlkugeln gefüllt. Dieses Mal wurde die Mutter von Otto Schlüter tödlich verletzt, seine Tochter leicht.
Am 2. Oktober 1958 wurde schließlich am Hamburger Kaiser-Wilhelm-Hafen das Frachtschiff Atlas, welches Waffen für Algerien aufnehmen sollte, durch zwei Sprengladungen schwer beschädigt.
Die damaligen kriminalpolizeilichen Ermittlungen verliefen ergebnislos. Während viele Medien davon ausgingen, Schlüter habe der algerischen Freiheitsbewegung Waffen geliefert, behaupteten andere das Gegenteil: Schlüter habe französische Sicherheitsbehörden mit Kriegsgerät versorgt. Auch wurden Konkurrenten, die Schlüter angeblich aus dem Geschäft zu drängeln versuchten, verdächtigt. Erst 1959 wurde schließlich bekannt, dass der Anschlag im Kontext des Algerienkriegs von der Roten Hand ausgeführt worden war.
Durch die Versenkung der Atlas erzielten die Attentäter bei Schlüter die erhoffte Wirkung; er zog sich aus den Algeriengeschäften zurück. Schlüters Geschäftspartner Georg Puchert, ein Frankfurter Waffenhändler, tat dieses nicht und wurde am 3. März 1959 durch ein Bombenattentat getötet.
Im internationalen Waffenhandel bleib Schlüter hingegen bis mindestens Anfang der 1970er-Jahre aktiv; so ist z. B. bekannt, dass er 1961 Waffen für Angola anbot.

## Kulturelle Rezeption
Der im Jahre 1960 produzierte vierteilige Fernsehfilm Flucht aus der Hölle (1960) des ostdeutschen Fernsehfunks nahm sich Schlüter für eine der Hauptfiguren als Vorlage. Der britische Schriftsteller Frederick Forsyth recherchierte Anfang der 1970er verdeckt für sein Buch Die Hunde des Krieges. Er gab sich bei einem Treffen mit Schlüter als ein Südafrikaner aus, der Waffen kaufen wollte.